# Hyophila subacutiuscula
Hyophila subacutiuscula là một loài rêu trong họ Pottiaceae. Loài này được P. de la Varde & Thér. mô tả khoa học đầu tiên năm 1940.